# Jabalón (Guadiana)
Der Río Jabalón ist ein ca. 160 km langer linker (südlicher) Nebenfluss des Guadiana, der durch die Provinz Ciudad Real (autonome Gemeinschaft Kastilien-La Mancha) in Spanien fließt. Sein Einzugsgebiet beträgt ca. 1557 km² doch fällt er im Sommer auch zeit- und abschnittsweise trocken.

## Verlauf
Die Quelle des Río Jabalón liegt in der Nähe der Ortschaft Montiel;von dort fließt er in Schleifen in insgesamt  westlicher Richtung. Ungefähr 8 km südöstlich der Kleinstadt Valdepeñas wird der Fluss von der Talsperre La Cabezuela zu einem Stausee (spanisch Embalse de La Cabezuela) aufgestaut. Ca. 4 km südwestlich der Ortschaft Granátula de Calatrava wird er durch die Talsperre La Vega del Jabalón (spanisch Embalse de La Vega del Jabalón) ein zweites Mal gestaut. Der Jabalón mündet ungefähr 3 km nördlich der Ortschaft Corral de Calatrava in den Guadiana.